# Teresa Radamanto
Teresa Radamanto (Nazaré, 22 de Julho de 1980) é uma cantora portuguesa.

## Biografia
Teresa Radamanto iniciou a sua carreira aos 15 anos na sua terra Natal -  Nazaré. Aos 16 anos ingressou um grupo vocal local e iniciou a sua viagem pelos concursos televisivos mais em voga no final da década de 90.
Em 1997 foi finalista a rubrica "Cantores" do programa "Big Sow Sic",apresentado por João Baião.Destacou-se pelas 12 participações foi ainda semifinalista no programa "Reis do estúdio" da RTP.
Em 1998 pisou o Palco do Teatro Sº Luís como intérprete no Festival RTP da Canção com a canção "Só o Mar Ficou" de João Mota Oliveira compositor de Chamar a Música. Classificando-se em 2º lugar. Foi finalista da grande Final no Coliseu do Recreios, ao imitar a cantora Barbra Streisand, no programa Chuva de Estrelas, em 1998/99 .
Recebeu o "Guilhim de Cristal" para revelação vocal em 1998 e acontecimento do Ano "Festival da Canção 1998" na Gala APS na Nazaré.
Entre 1998 e 2000 trabalhou com a empresa Eventotel como animadora musical em locais como o Hotel Ritz em Lisboa entre outros.
Entre 2000/2001 integrou o agrupamento Faces e assinou o primeiro contrato discográficoprofissional com a editora EMI-Valentim de Carvalho.
Em 2002 foi semifinalista da 1ª edição da Operação Triunfo, estando o seu nome entre os 8 suplentes.  
Em 2003 acompanhou a comitiva nacional do Município da Nazaré ao Festival de Musica de Big Bands realizado na Alemanha. 
Entre 2003 e 2004 trabalhou com a editora Som Livre Portugal/Brasil gravando alguns temas para trilhas sonoras no Brasil como a novela Celebridades. Em 2004 gravou para a editora  Farol  dando  voz ao genérico da novela "Queridas Feras" da TVI e integrou  a banda sonora da mesma novela com o tema "Espreitei para o céu". 
Em 2005 participou como actriz e cantora na peça "A Aposta", com encenação de Cândido Ferreira, no Teatro Chaby Pinheiro.
Participou no Festival RTP da Canção de 2007 realizado na Sala Tejo do Pavilhão Atlântico com a canção "Ai de Quem Nunca Cantou", classificando-se novamente em 2º lugar.
A versão em língua espanhola do tema Ai quem nunca cantou - "Una gota de Ti" ficou classificada em 8º lugar num festival de música latina  entre 50 composições.
Entre 2006 e 2010 foi cantora residente  em programas da RTP como Dança Comigo e A Minha Geração. Foi ainda uma das finalistas do programa "À Procura de Sally" da RTP.
Em 2008 é lançado o single "Caixa de Sonhos" tema de apresentação ao lançamento para o seu disco de estreia a solo. O single foi colocado à venda nas lojas FNAC e em formato digital em sites como o musicaonline.pt, itunes, napster e amazon.mp3. Participou em 2008 na gala especial Chuva de Estrelas 10 anos como convidada especial  de apresentada por Bárbara Guimarães e Vanessa Oliveira. Foi a convidada musical especial na Gala da Fiat Itália em 2008 realizada no CCB. 
No início de 2009 foi uma das cantoras do programa "Festival RTP - A Melhor Canção de Sempre" da RTP.
Ainda em 2009, juntamente com Rui Drummond e Pedro Mimoso fez parte do coro residente do programa "Nasci p'ra cantar" da TVI, apresentado por Herman José.
Durante 2009/2011 foi apresentadora virtual juntamente com Rui Drummond de um magazine informativo na cabo- Panda Bigs.
Fundou em 2009 o grupo Canções do Mundo um quarteto vocal destinado ao entretenimento musical de eventos.( terminou em 2012).
Em 2007 e 2009 fez diversas atuações musicais para as comunidades nazarena e portuguesa no Canadá. 
Fez várias formações na área artística/musical e iniciou uma carreira paralela a partir de 2014 como vocal coach  realizando workshops de Técnica Vocal/Saúde vocal.
Entre 2013 e 2016 esteve associada à Rádio Local do seu concelho na antena com as Rubricas:  "Fashion Chords" ; "Prato do Dia" e "Comercio ComVida"; trabalhou em angariação comercial e foi cordenadora do Departamento Comercial da mesma instituição.
Regressa ao Festival RTP da Canção, em 2015, para dar voz ao tema "Um Fado em Viena" (Jorge Mangorrinha/Fernando Abrantes), obtendo uma vez mais o 2.º lugar.
Fundou em 2017 o projeto "Guide to a blue Life"  uma plataforma online onde pode encontrar variada informação sobre Autismo. Tornou-se uma voz ativa dentro desta temática com diversas participações em TV. Possuí uma formação em Nutrição no Autismo a fim de proporcionar aos seus seguidores informação válida e credível. Como figura pública destaca-se  atualmente  no perfil social de  influencer / bloguer e youtuber. 
A sua atividade musical está atualmente direcionada ao publico infantil.
Atualmente é oradora. As suas palestras estão dentro da área cujo projeto Guide To a Blue Life retrata.

## Discografia
- Caixa de Sonhos ( Marte Records, 2008)
- Faces - Se me queres amar ( Emi- Valentim de Carvalho, 2001)

Colectâneas
Da terra da Gente ( 2002)
Molly Beat (2003)
- Queridas Feras (2004) - Queridas Feras / Espreitei para o Céu
- Celebridades- Trilha Internacional (2004)- I Only Want To Be Alone
- Melhor Canção de Sempre - Festival RTP da Canção (2009)